# 鹿志村仁之介
鹿志村 仁之介（かしむら じんのすけ、2001年8月12日 - ）は、日本の男性総合格闘家。Battle-Box所属。茨城県出身。

## 来歴
2020年2月16日、プロデビュー戦となったPANCRASE 312で魔破 DATEと対戦し、1Rリアネイキッドチョークで1本勝ちを収めた。
2024年3月6日、DEEP 118 IMPACTにて秋元強真との対戦が予定されていたが、インフルエンザによる体調不良という理由で試合の中止が発表される。しかし、試合直前になり、鹿志村は大麻取締法違反の疑いで逮捕。事態を重く見た所属ジムIGLOOは選手契約の解除を報告した。
2024年9月16日、DEEP 121 IMPACTで力也と対戦し、1Rリアネイキッドチョークで1本勝ちを収めた。勝利者マイクでは、11月のRIZIN LANDMARK 10のRIZIN出場をアピールした。

## 戦績
| 総合格闘技 戦績 | 総合格闘技 戦績 | 総合格闘技 戦績 | 総合格闘技 戦績 | 総合格闘技 戦績 | 総合格闘技 戦績 | 総合格闘技 戦績 |
| --------------- | --------------- | --------------- | --------------- | --------------- | --------------- | --------------- |
| 13 試合         | (T)KO           | 一本            | 判定            | その他          | 引き分け        | 無効試合        |
| 8 勝            | 0               | 8               | 0               | 0               | 0               | 0               |
| 5 敗            | 2               | 0               | 3               | 0               | 0               | 0               |

| 勝敗 | 対戦相手           | 試合結果                        | 大会名                                                         | 開催年月日     |
|      | マジシャン         | 試合前                          | DEEP TOKYO IMPACT 2025 4th ROUND                               | 2025年9月7日   |
| ×    | 後藤丈治           | 5分3R終了 判定0-3               | RIZIN LANDMARK 11                                              | 2025年6月14日  |
| ○    | RYUKI              | 1R 2:25 リアネイキッドチョーク  | DEEP OSAKA IMPACT 2024 4th ROUND                               | 2024年12月22日 |
| ○    | 力也               | 1R 2:15 リアネイキッドチョーク  | DEEP 121 IMPACT                                                | 2024年9月16日  |
| ○    | 橋本ユウタ         | 1R 1:04 アームバー              | DEEP 116 IMPACT                                                | 2023年11月11日 |
| ×    | 日比野"エビ中"純也 | 5分3R終了 判定0-3               | DEEP 114 IMPACT                                                | 2023年7月2日   |
| ×    | DJ.taiki           | 5分3R終了 判定0-3               | DEEP TOKYO IMPACT 2023 2ND ROUND                               | 2023年3月25日  |
| ○    | 雅駿介             | 1R 3:19 リアネイキッドチョーク  | DEEP 110 IMPACT                                                | 2022年11月12日 |
| ×    | キ・ウォンビン     | 1R 4:45 TKO（グラウンドパンチ） | Road to UFC: Singapore 【ライト級トーナメント 1回戦】          | 2022年6月9日   |
| ○    | 滝田J太郎          | 1R 3:20 リアネイキッドチョーク  | GFC-MCCS Fight Night 2022                                      | 2022年4月23日  |
| ○    | ハンセン玲雄       | 2R 0:58 三角絞め                | PANCRASE 326                                                   | 2022年3月21日  |
| ○    | 上田厚志           | 1R 1:29 キムラロック            | PANCRASE 324                                                   | 2021年10月17日 |
| ×    | 狩野優             | 1R 1:47 TKO（パウンド）         | PANCRASE 316 【第26回ネオブラット･トーナメント･ライト級1回戦】 | 2020年7月24日  |
| ○    | 魔破 DATE          | 1R 3:20 リアネイキッドチョーク  | PANCRASE 312                                                   | 2020年2月16日  |

## 獲得タイトル
- 2019年MWJ杯ライト級優勝
- 2019年JJFJ全日本ブラジリアン柔術選手権・紫帯ライト級優勝[4]
- 2019年JBJJF全日本柔術選手権・紫帯ライト級準優勝[4]
- 2023年　NAGA ノーギ・エキスパート・ライト級 優勝[4]